# Двойной удар
«Двойно́й уда́р» (англ. Double Impact) — американский боевик с Жан-Клодом Ван Даммом в двойной главной роли, срежиссированный Шелдоном Леттичем по сюжету, написанному в соавторстве с Ван Даммом, Стивом Мирсоном и Питером Крайксом. Помимо сценарной и актёрской работы, Ван Дамм также был задействован как постановщик боевых сцен и впервые как продюсер вместе с Ашоком Амритраджем и Полом Майклом Глейзером. Компаниями, осуществлявшими производство, являются Stone Group Pictures (основана Майклом Дугласом, который, наряду с Леттичем, стал одним из сопродюсеров картины) и Vision International. Фильм является третьим совместным проектом Леттича и Ван Дамма, которые до этого работали над картинами «Самоволка» и «Кровавый спорт».
Сюжет фильма рассказывает о двух братьях-близнецах — Чеде и Алексе, разлучённых в младенческом возрасте после того, как их родители были убиты по заказу делового партнёра отца, мистера Гриффита. Спустя 25 лет они встречают друг друга в Гонконге и объединяют свои силы, чтобы отомстить мерзавцам, отнявшим жизни у их родителей.
Съёмки картины проходили в Гонконге и Лос-Анджелесе на протяжении восьми недель — с 4 ноября по 30 декабря 1990 года. В кинотеатральный прокат лента впервые вышла 31 июля 1991 года во Франции, а 9 августа компания Columbia Pictures выпустила фильм в кинотеатрах США под ярким слоганом «Двойной Ван Дамм — Двойной удар». В 1992 году за роль в фильме Ван Дамм был удостоен первой из трёх своих номинаций на премию MTV Movie Awards в категории «Самый желанный мужчина». В прокате картина увенчалась большим успехом — при бюджете в 15 млн долларов она собрала в мировых кинотеатрах 80,5 млн, став, таким образом, самой успешной режиссёрской работой Шелдона Леттича.

## Сюжет
В Гонконге американский бизнесмен Пол Вагнер, его жена Кэтрин и их шестимесячные близнецы Чед и Алекс смотрят парад. Когда парад заканчивается, Пол и его деловой партнёр, Найджел Гриффит, с которым они совместно управляют компанией Griffith Wagner Enterprises, подходят к подиуму и открывают новый подводный тоннель Victoria Harbour, который соединяет остров Гонконг с материком. Той же ночью, когда Пол и Кэтрин вместе с близнецами возвращаются домой, Пол замечает за своей машиной преследование. Пол по радио сообщает об этом своему другу, отставному военному Фрэнку Эйвери, с машиной которого они разминулись несколько минут назад. Пол и Кэтрин подъезжают к дому и видят, что их ожидает засада — группа китайских гангстеров во главе с жестоким убийцей Муном. Мун и его подручные убивают Пола и Кэтрин, и хотят также убить близнецов, но тут появляется Фрэнк и начинает перестрелку с гангстерами. Фрэнк получает ранение, но ему удаётся убить несколько бандитов и тяжело ранить Муна. Видя, что Пол и Кэтрин мертвы, Фрэнк приказывает китайской служанке Пола взять одного ребёнка и бежать, сам он забирает другого близнеца и также скрывается с места нападения. Перебежав через заросли, Фрэнк с удивлением видит Найджела Гриффита и местного наркобарона Раймонда Зэнга, нетерпеливо ожидающих чего-то. Фрэнк понимает, что за нападением на семью Пола стоят Гриффит и Зэнг.
Служанка Вагнеров подбрасывает одного близнеца, Алекса, в гонконгский сиротский приют. Алекс вырастает, и, покинув приют, становится заметным гонконгским контрабандистом, а также владеет клубом по игре в маджонг. Второго близнеца, Чеда, Фрэнк увёз в Америку, в Лос-Анджелес. Там Фрэнк и Чед открыли спортивную школу, в которой Чед преподаёт аэробику и карате.
Но вот спустя 25 лет поисков, Фрэнк, наконец, получает информацию о судьбе второго близнеца, Алекса, и решает, что братьям пора познакомиться, объединиться и отомстить за своих родителей. Фрэнк и Чед садятся на самолёт и летят в Гонконг. Знакомство Чеда и Алекса не проходит гладко: Алекс считает брата мягкотелым и к тому же ревнует к нему свою подругу Даниэль.
Фрэнк рассказывает братьям, что их отец, Пол Вагнер, занимался строительством тоннеля. Когда тоннель был построен наполовину, Пол столкнулся с финансовыми трудностями и взял в деловые партнёры Найджела Гриффита, который предложил ему крупную денежную сумму. Гриффит, в свою очередь, тайно получил деньги от бандита Реймонда Зэнга. Когда же тоннель был закончен, Гриффит и Зэнг решили избавиться от Пола и разделить доход от тоннеля между собой.
Близнецы начинают войну с Гриффитом и Зэнгом, сначала взрывая нарколабораторию Зэнга, а затем устраивая на него и Гриффита покушение в ночном клубе. Даниэль, тем временем работая на Гриффита, достаёт доказательства его причастности к смерти родителей близнецов, однако её с подозрением замечает Кара — приспешница Гриффита, мастерски владеющая холодным оружием и боевыми искусствами.
Решив прослушать телефонный разговор Даниэль и Чеда, Гриффит и Зэнг узнают об их планах, а после выслеживают дом, в котором прячутся мстители, и нападают на него, захватывая Фрэнка и Даниэль. Близнецы, окончательно рассорившиеся в тот момент из-за ревности Алекса, снова объединяются и проникают на корабль, на котором, как они узнают, Гриффит и Зэнг держат заложников.
На корабле и на пристани происходит финальная схватка, в ходе которой близнецы убивают Гриффита, Зэнга, Кару и Муна, и освобождают Фрэнка и Даниэль, после чего, обнявшись, окончательно примиряются.

## В ролях
| Актёр             | Роль                     |
| ----------------- | ------------------------ |
| Жан-Клод Ван Дамм | Чед Вагнер, Алекс Вагнер |
| Джеффри Льюис     | Фрэнк                    |
| Алан Скарф        | Найджел Гриффит          |
| Филип Чан         | Раймонд Зэнг             |
| Боло Йен          | Мун                      |
| Кори Эверсон      | Кара                     |
| Элонна Шоу        | Даниэль                  |

| Актёр            | Роль                               |
| ---------------- | ---------------------------------- |
| Энди Армстронг   | Пол Вагнер                         |
| Сара-Джейн Варли | Кэтрин Вагнер                      |
| Камель Крифа     | управляющий в маджонг-клубе Алекса |
| Петер Малота     | телохранитель Гриффита со шпорами  |
| Ивэн Лури        | длинноволосый телохранитель Зэнга  |
| Джули Стрэйн     | ученица Чеда                       |
| Дэвид Лиа        | каратист                           |
| Джон Шам         | полицейский                        |

## Съёмочная группа
| - Шелдон Леттич — режиссёр, сопродюсер, автор сюжета и сценария - Жан-Клод Ван Дамм — продюсер, автор сюжета и сценария, постановщик боевых сцен - Стив Мирсон — автор сюжета - Питер Крайкс — автор сюжета - Ашок Амритрадж — продюсер - Пол Майкл Глейзер — продюсер - Терри Карр — сопродюсер - Майкл Дуглас — сопродюсер - Моше Дайамант — исполнительный продюсер - Чарльз Лэйтон — исполнительный продюсер - Камель Крифа — ассоциированный продюсер | - Чарльз Ванг — ассоциированный продюсер (в Гонконге) - Эвзен Колар — линейный продюсер - Рик Натансон — продюсер-супервайзер - Ричард Г. Клайн — оператор - Артур Кемпел — композитор - Марк Конте — монтажёр - Джон Джей Мур — художник-постановщик - Джозеф А. Порро — художник по костюмам - Сьюзетт Шитс — художник по декорациям - Вик Армстронг — режиссёр второго плана, постановщик трюков (в США) - Джон Чунг — постановщик трюков (в Гонконге) - Джеймс Лью — постановщик трюков (дополнительные сцены) |

## Музыка
Автором инструментальной музыки к фильму стал американский композитор Артур Кемпел, известный по работе над такими остросюжетными лентами, как «Острые ощущения» и «Прибытие». Альбом общей продолжительностью чуть более 40 минут содержит в себе 11 композиций Кемпела, а также песню «Feel the Impact» в исполнении GEN, которая звучит в финальных титрах и является заглавной музыкальной темой фильма. 11 сентября 1993 года альбом был издан в США компанией Silva Screen Records.
Помимо песни «Feel the Impact», в фильме также прозвучали другие композиции музыканта GEN, не вошедшие в альбом: «Give in to Me» (в исполнении Cheryl X), «Get on It» и «Some of That».
Вся музыка написана Артуром Кемпелом (кроме композиций за авторством GEN).
| №                   | Название                              | Длительность |
| ------------------- | ------------------------------------- | ------------ |
| 1.                  | «Overture»                            | 1:16         |
| 2.                  | «Dead Ringers»                        | 1:24         |
| 3.                  | «The Brother's Revenge»               | 3:38         |
| 4.                  | «I Miss You»                          | 0:55         |
| 5.                  | «Battle at Sea»                       | 5:47         |
| 6.                  | «Causeway Bay»                        | 7:19         |
| 7.                  | «The Other Side of the World»         | 1:15         |
| 8.                  | «Hong Kong Pursuit»                   | 4:14         |
| 9.                  | «Zang's Offer»                        | 6:45         |
| 10.                 | «The Brother's Reunion»               | 2:23         |
| 11.                 | «End Title»                           | 2:50         |
| 12.                 | «Feel the Impact» (исполнитель — GEN) | 2:46         |
| Общая длительность: | Общая длительность:                   | 40:32        |

## Прокат
| - Франция — 31 июля 1991 - США — 9 августа 1991 - Португалия — 27 сентября 1991 - Австралия — 24 октября 1991 - Перу — 25 декабря 1991 - Турция — 27 декабря 1991 - Германия — 16 января 1992 - Великобритания — 31 января 1992 | - Испания — 20 марта 1992 - Швеция — 10 апреля 1992 - Чехословакия — 15 апреля 1992 - Дания — 1 мая 1992 - Ирландия — 8 мая 1992 - Финляндия — 26 июня 1992 - Венгрия — 21 августа 1992 - Италия (Рим) — 28 августа 1992 |

## Влияние на другие фильмы
- «Максимальный риск» (англ. Maximum Risk) — остросюжетный боевик 1996 года, в котором Жан-Клод Ван Дамм вновь сыграл братьев-близнецов, выступив одновременно в главной и второстепенной ролях. Режиссёр — Ринго Лэм.
- «Репликант» (англ. Replicant) — остросюжетный научно-фантастический боевик 2001 года, снятый Ринго Лэмом. Как и в «Двойном ударе», Жан-Клод Ван Дамм исполнил двойную главную роль — серийного убийцу и генетического клона, созданного для его поимки.
- «Пробуждение смерти» (англ. Wake of Death) — остросюжетный боевик 2004 года, режиссёрами которого выступили Филипп Мартинес[англ.], Цесс Сильвера и Ринго Лэм в разный период времени. Фильм выдержан в духе «Двойного удара», а Ван Дамм во второй раз в своей карьере исполнил роль гангстера, противостоящего китайской триаде для того, чтобы отомстить за своих близких.
- «Неудержимые 2» (англ. The Expendables 2) — боевик 2012 года, в котором персонаж Ван Дамма, главный антагонист Жан Вилен, был создан Сильвестром Сталлоне по образу и подобию Алекса Вагнера. Режиссёром выступил Саймон Уэст, снявший фильм по сценарию Сталлоне и других авторов.

## Планы на продолжение
В мае 2010 года, на прошедшем в Базеле ежегодном фестивале боевых искусств Budo Gala, Жан-Клод Ван Дамм поведал о планах создания сиквела, в котором, возможно, также примет участие Боло Йен в роли положительного персонажа. Шелдон Леттич подтвердил эту информацию, подчеркнув, что реализовать данный проект будет сложно, поскольку перед тем, как приступить к съёмкам, необходимо вначале решить вопрос, связанный с выкупом авторских прав. Несколько месяцев спустя, в январе 2011 года, он рассказал, что они всё ближе к решению этого вопроса, но говорить об этом со стопроцентной уверенностью пока нельзя, а спустя ещё несколько месяцев, 29 июня, обнародовал предполагаемое название фильма — «Двойной удар 2: Двойной урон» (англ. DI-2: Double Damage). Позднее, во время промотура в поддержку фильма «Неудержимые 2», в котором Алекс Вагнер стал прообразом центрального антагониста, Ван Дамм раскрыл подробности написанного им с Шелдоном Леттичем сценария, добавив: 
Мы можем снять очень серьёзный сиквел. <…> Надеюсь, кто-нибудь достаточно умный, будь то агент или продюсер, сможет запустить его в производство... Я очень рассчитываю на это. <…> Из „Двойного удара“ могла бы получиться отличная франшиза. Сейчас Чед был бы похож на парня из „Ж. К. В. Д.“, а Алекс — на парня из „Неудержимых“.
По сюжету второго фильма, события которого будут происходить в Лос-Анджелесе, Алекс, решив отправиться в отпуск, попадёт в неприятности с китайскими триадами из-за того, что Чед, отныне успешный кинопродюсер, выдав себя за Алекса, занял у них крупную сумму денег в Гонконге. Прибыв в Лос-Анджелес для того, чтобы разыскать брата, Алекс узнаёт, что Чед по уши погряз в гораздо больших проблемах, ведь от него, ко всему прочему, ещё и забеременела сестра крупного босса из Южного Централа.